# Вероника льнянколистная
Вероника льнянколистная (лат. Veronica linariifolia) — многолетнее травянистое растение, вид рода Вероника (Veronica) семейства Подорожниковые (Plantaginaceae).

## Распространение и экология
Центральная Азия: Монголия (к западу от истоков Керулена и Хангая), Китай (восточная половина до провинции Юньнань и Гуандун на юге), Корейский полуостров, Япония (южная часть Хонсю, Сикоку и Кюсю. На территории России встречается на юге Восточной Сибири и на Дальнем Востоке: от восточных Саян на восток через район Иркутска и южную часть Забайкалья и по рекам Онону, Ингоде, Шилке и Аргуни, а ниже слияния последних по реке Амуру и его притокам до впадения Уссури, в южной половине Приморского края.
Произрастает на лесных лугах, среди низкотравных лугов, в кустарниках, иногда в степях, в сосновых лесах, а также на сухих склонах, на территории бывшего СССР главным образом по долинам рек.

## Ботаническое описание
Корневища тонкие, многочисленные, мочковатые, короткие.
Стебли прямые, или приподнимающиеся, тонкие, высотой 25—50 см, коротко и шершаво волосистые от коротких, вверх направленных волосков.
Листья супротивные или очерёдные, узколинейные или ланцетно-линейные, иногда ланцетные, зелёные, мелкопильчатые или мелкозубчатые, к основанию цельнокрайные и клиновидные, на черешках длиной 5—10 мм. На верхушке листья острые и островатые, длиной 2,5—6 см, шириной 2—10 мм, коротко опушенные или почти голые.
Кисть длинная, густая, длиной 7—25 (до 40) см, шириной 1,5—2 см, верхушечная, простая или реже ветвистая; прицветники узкие, длиной 4—5 мм, цветоножки длиной 2—5 мм, коротко шершаво волосистые, тонкие. Цветки многочисленные, нижние расставленные; чашечка длиной 3—4 мм, со сросшимися у основания, островатыми, ланцетными долями, почти голыми, по краю коротко ресничатыми; венчик синий, красноватый, белый или светло-сиреневый, длиной 5—7 мм, в зеве волосистый, с широкой трубкой длиной 1,5—2 мм. Тычинки с продолговатыми, расходящимися пыльниками, длиной 1,5 мм, превышают венчик; столбик длинный, длиной около 7 мм, нитевидный, с маленьким головчатым рыльцем.
Коробочка округло-почковидная, длиной около 3 мм и шириной 4 мм, голая, слабо выемчатая на верхушке, с остающимся, изогнутым, длинным, столбиком. Семена длиной 0,75—1 мм, шириной 0,5—0,75 мм, округло-яйцевидные, плосковыпуклые, гладкие.

## Значение и применение
Хороший пыльценос, но второстепенный медонос. Пчёлы в течение дня собирают с цветков нектар, а в утренние часы пыльцу. Масса пыльников одного цветка 3,2—4,0 мг, а пыльцепродуктивность 1,1—1,3 мг. Пыльца ярко-жёлтая.

## Таксономия
Вид Вероника льнянколистная входит в род Вероника (Veronica) семейства Подорожниковые (Plantaginaceae) порядка Ясноткоцветные (Lamiales).
|  |                                      |  |                                                             |                                                             |                          |  | ещё 21 семейство (согласно Системе APG II) | ещё 21 семейство (согласно Системе APG II) |                             |  |  |  | ещё от 300 до 500 видов |
|  |                                      |  |                                                             |                                                             |                          |  | ещё 21 семейство (согласно Системе APG II) | ещё 21 семейство (согласно Системе APG II) |                             |  |  |  | ещё от 300 до 500 видов |
|  |                                      |  |                                                             | порядок Ясноткоцветные                                      |                          |  |                                            |                                            | род Вероника                |  |  |  |                         |
|  |                                      |  |                                                             | порядок Ясноткоцветные                                      |                          |  |                                            |                                            | род Вероника                |  |  |  |                         |
|  | отдел Цветковые, или Покрытосеменные |  |                                                             |                                                             | семейство Подорожниковые |  |                                            |                                            | вид Вероника льнянколистная |  |  |  |                         |
|  | отдел Цветковые, или Покрытосеменные |  |                                                             |                                                             | семейство Подорожниковые |  |                                            |                                            |                             |  |  |  |                         |
|  |                                      |  | ещё 44 порядка цветковых растений (согласно Системе APG II) | ещё 44 порядка цветковых растений (согласно Системе APG II) |                          |  |                                            | ещё 90 родов                               | ещё 90 родов                |  |  |  |                         |
|  |                                      |  |                                                             | ещё 44 порядка цветковых растений (согласно Системе APG II) |                          |  |                                            |                                            | ещё 90 родов                |  |  |  |                         |